# 阿史那俀子
阿史那俀子（?—?），阿史那氏，西突厥二世兴昔亡可汗阿史那元庆之长子，阿史那献之兄，吐蕃贵族扶立之西突厥可汗。."阿史那元庆子。
长寿元年（692年），阿史那元庆被酷吏来俊臣诬杀。阿史那俀子逃亡吐蕃，长寿二年（693年），被吐蕃立为十姓可汗，联兵攻唐。延载元年（694年）二月，唐朝武威道总管王孝杰在冷泉及大岭打败吐蕃论赞刃、突厥可汗阿史那俀子等各三万多人，冷泉之战，唐军获胜，俀子势丧。阿史那仆罗继之为可汗。